# 13 Północny Pułk Strzelecki
13 Północny Pułk Strzelecki (ros. 13-й Северный Стрелковый полк) – oddział wojskowy Białych podczas wojny domowej w Rosji.
Pułk został sformowany pod koniec grudnia 1919 r. na bazie Batalionu Zapasowego Rejonu Murmańskiego. Składał się z trzech batalionów piechoty. Na jego czele stanął baron ppłk (mianowany pułkownikiem) Konstantin P. Rausch von Traubenberg. Pułk wszedł w skład 6 Północnej Brygady Strzeleckiej Wojsk Rejonu Murmańskiego. Działał na obszarze rejonu murmańskiego. Został zniszczony przez wojska bolszewickie na pocz. 1920 r.